# Orlando Baccino
Orlando A. Baccino Granja (ur. 25 grudnia 1970 w Buenos Aires) – argentyński judoka. Czterokrotny olimpijczyk. Zajął 21. miejsce w Barcelonie 1992 i Atlancie 1996 i odpadł w eliminacjach w Sydney 2000 i Atenach 2004. Walczył w wadze ciężkiej.
Uczestnik mistrzostw świata w 1989, 1993, 1995, 1997, 1999, 2007 i 2011. Startował w Pucharze Świata w latach 1995, 1997, 1998, 2010-2012 i 2014-2016. Srebrny medalista igrzysk panamerykańskich w 1991 i brązowy w 
1995 i 1999; piąty w 2003 i 2007; siódmy w 2011. Trzeci na igrzyskach Ameryki Południowej w 1994 i 2010. Zdobył jedenaście medali mistrzostw panamerykańskich w latach 1992 – 2011. Dwukrotny medalista mistrzostw Ameryki Południowej.

## Letnie Igrzyska Olimpijskie 2004
| Konkurencja | Eliminacje          | Klas. końcowa |
| Konkurencja | Przeciwnik I        | Miejsce       |
| ----------- | ------------------- | ------------- |
| +100 kg     | Jurij Rybak (BLR) P | 1 runda.      |

## Letnie Igrzyska Olimpijskie 2000
| Konkurencja | Eliminacje         | Eliminacje       | Klas. końcowa |
| Konkurencja | Przeciwnik I       | Przeciwnik II    | Miejsce       |
| ----------- | ------------------ | ---------------- | ------------- |
| +100 kg     | Imre Csősz (HUN) Z | Pan Song (CHN) P | 2 runda.      |

## Letnie Igrzyska Olimpijskie 1996
| Konkurencja | Eliminacje                | Klas. końcowa |
| Konkurencja | Przeciwnik I              | Miejsce       |
| ----------- | ------------------------- | ------------- |
| +95 kg      | Saidahtam Rahimow (TKM) P | 21.           |

## Letnie Igrzyska Olimpijskie 1992
| Konkurencja | Eliminacje            | Klas. końcowa |
| Konkurencja | Przeciwnik I          | Miejsce       |
| ----------- | --------------------- | ------------- |
| +95 kg      | Rafał Kubacki (POL) P | 21.           |